# Mussuri

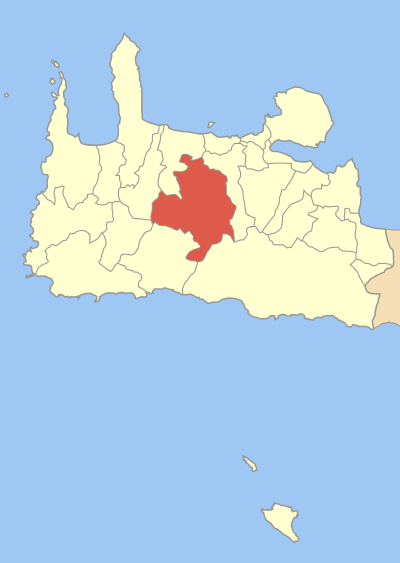
El municipi de Mussuri a la prefectura de Khanià

Mussuri (grec Μουσούροι AFI [mu'suri], normalment transliterat Mousouroi) és un municipi a l'interior de l'illa grega de Creta, a la prefectura de Khanià. El poble principal del municipi és Alikianos. El municipi també inclou Meskla, Lakki, Koufos, Psathogiannos, Fournes, Skines, Sebronas, Prases, Orthouni, Karanes i Vatolakos. Molts turistes passen per Mussuri tot anant a Omalós i el començament de la Gorja de Samarià.